# Sporting Club (Mar del Plata)
El IPR (Instituto Peralta Ramos) Sporting Club es un club de rugby  y hockey de la ciudad de Mar del Plata, Argentina, fundado en abril de 1921. Su actividad más destacada es el rugby, aunque también se dedica a otras disciplinas como el basquetbol y el hockey. 
En rugby, el Club Sporting ha sido campeón de los torneos marplatenses de 1991, 1992, 1993, 1994, 1997, 2001, 2005, 2008, 2009 y 2011, también ha logrado conquistado el Torneo Regional Pampeano en cuatro ocasiones: 2008, 2009,2010 y 2017. También ha participado del Torneo del Interior.

## Historia
La práctica del Rugby llegó a Mar del Plata en la década del 40. De la mano de exjugadores como José R. Galarce (Curupaytí e Hindú), Carlos Marenco Hernández (Curupaytí) y Rodolfo W. Tonetti, entre otros, fue tomando fuerza la idea de fundar la Unión de Rugby de Mar del Plata, hacia el año 1951.
Para ello contaban ya con la existencia del Mar del Plata R.C, cuya fundación data del 13 de julio de 1944. Por otro lado, en distintos colegios se había implementado su práctica. Así, la Escuela Nacional de Comercio lo había iniciado en 1949, piedra basal del Comercial R.C. También había surgido en el Colegio Nacional Mariano Moreno (posteriormente daría lugar al Nacional R.C.) y en la Escuela Industrial. El cuarto club que completa las cuatro hojas del trébol –distintivo de la Unión de Rugby de Mar del Plata- fue Bigüa R. C., fundado el 5 de mayo de 1951.
Finalmente, la Unión de Rugby de Mar del Plata, tomó forma el 13 de diciembre de 1951 en una reunión llevada a cabo en el Colegio Nacional y cuya primera Comisión Directiva sería presidida por Rómulo Soncini, José R. Galarce, Rómulo Tamini y el Prof. Carlos Ángel Vecchio, contando además con el delegado ante la UAR, que era Ernesto Cilley Hernández.

## Fundación
En el año 1947 ingresó al Instituto Peralta Ramos, como un joven profesor de educación física Alvear. Al poco tiempo se percató de la idea con respecto al Rugby, habida cuenta de su práctica en los Colegios ya mencionados,. ¿Cómo el Instituto no lo tenía aún? Fue así que lo propuso a las autoridades, ante las cuales no tuvo éxito, al menos en aquel momento, 1951.
Pero fiel a su convencimiento, reclutó a alumnos del Colegio y comenzó con sus enseñanzas. De todo ello surgió el Bigüa R.C. al poco tiempo, institución que lo tiene como fundador y así lo ha reconocido con creces en innumerables ocasiones.
No obstante, el “fuego sagrado” de Jorge seguía en su alma: el quería el rugby dentro del Instituto Peralta Ramos, ámbito al que había adoptado como su segundo hogar y al que brindó una enorme parte de su vida con una fuerza y un amor realmente conmovedores.
Por otra parte, él vio que, si bien la fuente de posibles jugadores se hallaba en el colegio, la forma de canalizar el deporte estaba en la formación de un Club, el I.P.R. Sporting Club.
Esta figura estaba en el seno de la 'Sociedad de Exalumnos del Instituto Peralta Ramos', institución que había sido fundada el 6 de abril de 1921 y que su labor específica agregaba su manifestación deportiva bajo tal denominación. Con el tiempo esta “Sociedad” se transformaría en la Asociación de Exalumnos, que perdura hasta la fecha. En ese entonces solo se había practicado básquetbol, y esporádicamente fútbol. En el año 1996 se produce la separación legal de la Asociación de Exalumnos y del I.P.R. Sporting Club, quedando así formado institucionalmente.

## Inicios
Ese año 1953 marca el paulatino nucleamiento de chicos entre 9 y 11 años de edad, casi todos alumnos del Instituto de 4° y 5° grado, y la consecuente enseñanza de las bases rudimentarias de este nuevo deporte, toda una novedad para ellos. Pero también de lo que este deporte implica, fundamentalmente en lo que hace al espíritu que ha de tener un jugador que ingresa a una cancha a practicarlo. Y fuera de ella, con sus compañeros y ocasionales jugadores rivales.
No podía ser de otra manera, porque Jorge R. Alvear enseñaba todo: el juego en cada puesto, la solidaridad para con el compañero en apuros, el respeto por el árbitro y el rival, el correcto comportamiento dentro y fuera de la cancha, ya sea en un vestuario ,un “tercer tiempo” o en una fiesta. En resumida cuenta con tal Maestro solamente se seguía una línea: LA RECTA.
Los entrenamientos se llevaban a cabo en el mismo patio de tierra del Colegio –donde en la actualidad se halla emplazado el gimnasio cubierto- y también en la vieja cancha del Parque Municipal de Deportes –donde actualmente se encuentra el estadio Polideportivo-, en donde se jugaban algunos partidos amistosos de este incipiente deporte: EL RUGBY.
En ese año también se diseña la camiseta. La tradicional de pequeños cuadraditos negros y blancos, se adapta al rugby, transformándose en la que vestirían sus jugadores: dos cuadros negros y dos cuadros blancos alternados.

## Competencias
Al año siguiente ,1954 le pide al Hno. Director permiso para formar un equipo de rugby entre los alumnos de 5° y 6° grado, este accede al pedido, dando comienzo al I.P.R. SPORTING CLUB, con una cuarta división formada por dichos alumnos, comenzando de esta manera una modalidad, que sigue siendo hasta la fecha, la de nutrirse de jugadores entre los alumnos y exalumnos del Instituto Peralta Ramos ,en su gran mayoría.
El debut en Torneos que auspicia la Unión de Rugby de Mar del Plata, se realiza este año, en el torneo de sexta división, obteniendo un meritorio segundo puesto. El plantel estaba integrado por: C. González – L. Plaza – J. Grispo – J. Galito – C. D’Onofrio – H. Van Coillie – G. Rondi – H. Bardón – M.A. Galano – P. Cavannagh – A. Roldán – A. Lemmi – H. Eguilegor – J.J. Sánchez – A. Onnis – J.C.Buratti – A. Casanelli – C. Marenco. El entrenador era Jorge R. Alvear.
De allí en más, se produce la escalada normal de 6ª - 5ª - 4ª y 2ª división, para culminar ascendiendo hasta llegar a primera en el año 1960. Durante ese año y el siguiente el I.P.R. Sporting Club confronta con equipos de mayor experiencia y comienza a notarse la capacidad y dedicación de sus jugadores y directivos a pesar de ciertos resultados adversos.
En aquella primera época, éramos integrantes de la ' Sociedad de Exalumnos' y figurábamos como Subcomisión de Rugby, situación que siguió hasta el año 1996, en que se produjo la escisión de la Asociación, quedando de esta manera el I.P.R. SPORTING CLUB, separado legalmente de esta, con el objetivo de ayudar al colegio y a la familia ,en la formación del niño a través del deporte, manteniendo el espíritu Marista.
Aquella primera cuarta división estaba integrada por: J.C. Buratti – R. Fuscaldo – C. Cuevas – A. Bastit – J.J. Sánchez – H,Bardon – M.A. Galano – O. Di Losa –A.P. Lemmi – A. Onis – N. Buratti - Martinucci – L. Plaza – R. Memoli – L.Cissilino – R. Corbacho – E. Álvaro - Esta división siguió jugando junta varios años y la mayoría de ellos llegó a jugar en Primera.
En 1961 llega el debut del Club en campeonatos Oficiales de Primera División. El entrenador fue Jorge R. Alvear y el equipo estuvo integrado por: L. Plaza – N. Bozzo – L. Cissilino - M.A. Pettita – C. Sosa - R. Pomero – los hermanos Gerometa – H. Bardon – J.J. Sánchez – L. Alem – J. Quindimil – R. Intelesano – R. Fuscaldo – A. Ferrari –
Llega así el logro del primer campeonato de primera división en 1962 juntamente con el desaparecido Santa Bárbara R.C. Logrando el Club hasta la fecha 23 campeonatos sobre 37 disputados .
Esta Primera División Campeona se destacaba por el gran espíritu de grupo y la gran paridad en el nivel de juego entre titulares y suplentes, tanto que con pocos cambios lograron los Campeonatos de los años 1962 – 1963 – 1964 - 1966 – 1967 - 1968 – 1969.
Al profesor Alvear, alma mater del rugby en la institución y en Mar del Plata, ya que fundó en el año 1951, El Bigüa R.C., le cabe en gran parte el mérito por la obtención de dichos torneos, quien se dedicó a la enseñanza y práctica de los jóvenes y niños que juegan y han jugado en el club.
Un acontecimiento importante de la década de 1960 fue el de aquella tarde de 1966 cuando la Primera apareció entre los árboles de la vieja cancha 1 (donde actualmente están las canchas de fútbol, frente al Jardín de infantes). Después de precalentar en la “cancha de los asadores”, salen a jugar el partido vestidos totalmente de negro, en ese momento nacía una tradición.
Capitaneada por Luis Plaza, aquellos jugadores habían tomado una decisión, mucho más importante que el cambio de la indumentaria, fue sin duda, que llevaban a cabo su decisión, eso denota compromiso con el juego, con el Club y compromiso en RUGBY es sinónimo de dedicación y sacrificio. Porque el rugby amateur se sustenta en tres pilares, la disciplina, la dedicación y la determinación. Las camisetas negras nacían como símbolo de la dedicación.

## Palmarés

### Rugby
- Campeón Unión Marplatense de Rugby 1991, 1992, 1993, 1994, 1997, 2001, 2005, 2008, 2009 y 2011
- Campeón Torneo Regional Pampeano2007,2008, 2009, 2010, 2017

### Básquetbol
- Campeón Liga Marplatense de Básquet 1941, 1945,1971,1975 1980, 1984 y 2011

- Datos: Q6133391